# 新希伯倫 (伊利諾伊州)
新希伯倫（英語：New Hebron）是位於美國伊利諾伊州克勞福德縣的一個非建制地區。該地的面積和人口皆未知。

## 地理
新希伯倫的座標為38°57′00″N 87°44′40″W / 38.95000°N 87.74444°W，而該地的平均海拔高度為162米（即531英尺）。